# Han-devant-Pierrepont
Han-devant-Pierrepont é uma comuna francesa na região administrativa de Grande Leste, no departamento de Meurthe-et-Moselle. Estende-se por uma área de 4,96 quilômetros quadrados. Em 2010 a comuna tinha 149 habitantes (densidade: 30 hab./km²).